# Bernardino Giordano

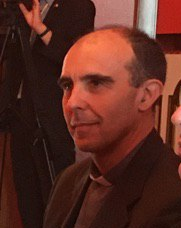
Bernardino Giordano (Oktober 2019)

Bischofswappen von Bernardino Giordano

Bernardino Giordano (* 23. März 1970 in Turin) ist ein italienischer Geistlicher und römisch-katholischer Bischof von Pitigliano-Sovana-Orbetello und Grosseto.

## Leben
Bernardino Giordano erwarb zunächst an der Universität Turin einen wirtschaftswissenschaftlichen Abschluss und trat anschließend für das Studium der Philosophie und Theologie in das Priesterseminar des Bistums Saluzzo ein. Am 15. Dezember 2001 empfing er durch Bischof Diego Natale Bona das Sakrament der Priesterweihe für das Bistum Saluzzo.
Nach weiteren Studien wurde er an der Päpstlichen Akademie Alfonsiana in Moraltheologie promoviert. Er lehrte am interdiözesanen theologischen Studium und am Institut für Religionswissenschaften in Fossano. Er war Pfarrvikar an der Kathedrale von Saluzzo und Ehebandverteidiger sowie Kirchenanwalt am Diözesangericht. Von 2008 bis 2011 war er Kanzler der Diözesankurie sowie 2008 Leiter des Diözesanzentrums für die Berufungspastoral sowie Verantwortlicher für die Familienseelsorge. Ab 2011 war er Direktionsassistent beim Nationalen Familienpastoralbüro der Italienischen Bischofskonferenz und von 2013 bis 2014 Mitarbeiter im Generalsekretariat der Bischofskonferenz. Ab 2014 war er im Bistum Saluzzo in der Pfarrseelsorge tätig. Ab 2018 war er als Fidei-donum-Priester in Loreto tätig. Ab 2019 war er hier Generalvikar der päpstlichen Delegatur für die Territorialprälatur Loreto, gehörte dem Verwaltungsrat an und war für die Familienpastoral zuständig.
Papst Franziskus ernannte ihn am 19. Dezember 2024 zum Bischof der in persona episcopi vereinigten Bistümer Pitigliano-Sovana-Orbetello und Grosseto. Der Bischof von Saluzzo, Cristiano Bodo, spendete ihm am 1. März des folgenden Jahres in der Kathedrale von Saluzzo die Bischofsweihe. Mitkonsekratoren waren sein Vorgänger als Bischof von Pitigliano-Sovana-Orbetello, Giovanni Roncari OFMCap, und der Prälat von Loreto, Fabio Dal Cin. Die Amtseinführung im Bistum Pitigliano-Sovana-Orbetello fand am 23. März desselben Jahres und im Bistum Grosseto eine Woche später statt.